# Kalsia

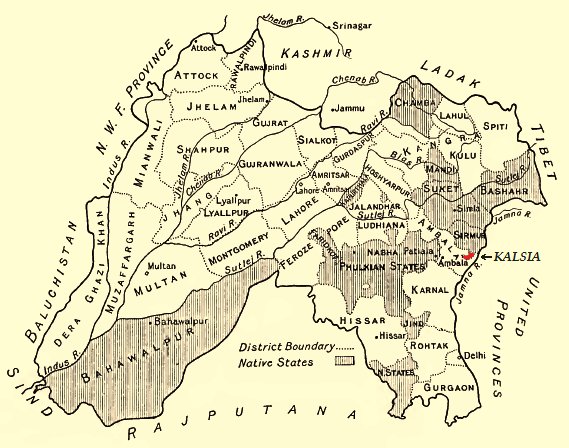
Kalsia dans une carte du Penjab. 1911

Kalsia était un État princier des Indes, aujourd'hui État du Penjab. Conquise par les Britanniques, Kalsia fut dirigée par des souverains qui portèrent le titre de "sardar" puis de "radjah" et qui subsista jusqu'en 1948.

## Liste des sardars puis radjahs de Kalsia de 1783 à 1948
- 1783-1818 Jodh-Singh (1751-1818)
- 1818-1858 Sobha-Singh (+1858)
- 1858-1869 Lehna-Singh (+1869)
- 1869-1883 Bishen-Singh (1854-1883)
- 1883-1886 Jagjit-Singh (1880-1886)
- 1886-1908 Ranjit-Singh (1881-1908)
- 1908-1947 Ravisher-Singh (1902-1947)
- 1947-1948 Himmatsher-Singh